# Danny Gruper
Danny Gruper (in ebraico דני גרופר‎?; Haifa, 16 marzo 1999) è un calciatore israeliano, centrocampista o difensore del Maccabi Tel Aviv.

## Biografia
Suo zio è l'ex calciatore Ronny Rosenthal.

## Carriera

### Club
Gruper è un prodotto del settore giovanile del Maccabi Haifa. Tra il 2015 e il 2017, ha giocato nelle giovanili dell'Hapoel Haifa e tra il 2017 e il 2018 in quelle dell'Ironi Nesher. Nel 2018, ha firmato un contratto da professionista con l'Hapoel Afula, realizzando 4 reti in 30 partite di campionato.
Nel maggio 2019, ha firmato un contratto triennale con l'Hapoel Tel Aviv.

### Nazionale
Tra il 2019 e il 2020, ha giocato 6 partite con la nazionale israeliana Under-21 nelle qualificazioni al campionato europeo di calcio Under-21 2021.
Nel 2022 ha esordito in nazionale maggiore.

## Statistiche

### Presenze e reti nei club
Statistiche aggiornate al 20 maggio 2021.
| Stagione        | Squadra         | Campionato      | Campionato | Campionato | Coppe nazionali | Coppe nazionali | Coppe nazionali | Coppe continentali | Coppe continentali | Coppe continentali | Altre coppe | Altre coppe | Altre coppe | Totale | Totale |
| Stagione        | Squadra         | Comp            | Pres       | Reti       | Comp            | Pres            | Reti            | Comp               | Pres               | Reti               | Comp        | Pres        | Reti        | Pres   | Reti   |
| --------------- | --------------- | --------------- | ---------- | ---------- | --------------- | --------------- | --------------- | ------------------ | ------------------ | ------------------ | ----------- | ----------- | ----------- | ------ | ------ |
| 2018-2019       | Hapoel Afula    | LL              | 30         | 4          | CI              | 4               | 1               | -                  | -                  | -                  | -           | -           | -           | 34     | 5      |
| 2019-2020       | Hapoel Tel Aviv | LH              | 21         | 1          | CI+CdL          | 1+4             | 0+0             | -                  | -                  | -                  | -           | -           | -           | 26     | 1      |
| 2020-2021       | Hapoel Tel Aviv | LH              | 29         | 0          | CI+CdL          | 3+4             | 0+0             | -                  | -                  | -                  | -           | -           | -           | 36     | 0      |
| Totale carriera | Totale carriera | Totale carriera | 80         | 5          |                 | 16              | 1               |                    | -                  | -                  |             | -           | -           | 96     | 6      |

### Cronologia presenze e reti in nazionale
| Cronologia completa delle presenze e delle reti in nazionale ― Israele | Cronologia completa delle presenze e delle reti in nazionale ― Israele | Cronologia completa delle presenze e delle reti in nazionale ― Israele | Cronologia completa delle presenze e delle reti in nazionale ― Israele | Cronologia completa delle presenze e delle reti in nazionale ― Israele | Cronologia completa delle presenze e delle reti in nazionale ― Israele | Cronologia completa delle presenze e delle reti in nazionale ― Israele | Cronologia completa delle presenze e delle reti in nazionale ― Israele |
| Data                                                                   | Città                                                                  | In casa                                                                | Risultato                                                              | Ospiti                                                                 | Competizione                                                           | Reti                                                                   | Note                                                                   |
| ---------------------------------------------------------------------- | ---------------------------------------------------------------------- | ---------------------------------------------------------------------- | ---------------------------------------------------------------------- | ---------------------------------------------------------------------- | ---------------------------------------------------------------------- | ---------------------------------------------------------------------- | ---------------------------------------------------------------------- |
| 24-9-2022                                                              | Tel Aviv                                                               | Israele                                                                | 2 – 1                                                                  | Albania                                                                | UEFA Nations League 2022-2023 - 1º turno                               | -                                                                      | 73’                                                                    |
| 27-9-2022                                                              | Ta' Qali                                                               | Malta                                                                  | 2 – 1                                                                  | Israele                                                                | Amichevole                                                             | -                                                                      |                                                                        |
| 25-3-2023                                                              | Tel Aviv                                                               | Israele                                                                | 1 – 1                                                                  | Kosovo                                                                 | Qual. Euro 2024                                                        | -                                                                      | 88’                                                                    |
| 8-6-2024                                                               | Debrecen                                                               | Ungheria                                                               | 3 – 0                                                                  | Israele                                                                | Amichevole                                                             | -                                                                      |                                                                        |
| 11-6-2024                                                              | Budapest                                                               | Bielorussia                                                            | 0 – 4                                                                  | Israele                                                                | Amichevole                                                             | -                                                                      | 82’                                                                    |
| 6-9-2024                                                               | Debrecen                                                               | Belgio                                                                 | 3 – 1                                                                  | Israele                                                                | UEFA Nations League 2024-2025 - 1º turno                               | -                                                                      | 64’                                                                    |
| 10-10-2024                                                             | Budapest                                                               | Israele                                                                | 1 – 4                                                                  | Francia                                                                | UEFA Nations League 2024-2025 - 1º turno                               | -                                                                      | 76’                                                                    |
| 14-10-2024                                                             | Udine                                                                  | Italia                                                                 | 4 – 1                                                                  | Israele                                                                | UEFA Nations League 2024-2025 - 1º turno                               | -                                                                      | 64’                                                                    |
| 10-6-2025                                                              | Debrecen                                                               | Israele                                                                | 1 – 0                                                                  | Slovacchia                                                             | Amichevole                                                             | -                                                                      | 83’                                                                    |
| Totale                                                                 |                                                                        | Presenze                                                               | 9                                                                      |                                                                        | Reti                                                                   | 0                                                                      |                                                                        |

| Cronologia completa delle presenze e delle reti in nazionale ― Israele under 21 | Cronologia completa delle presenze e delle reti in nazionale ― Israele under 21 | Cronologia completa delle presenze e delle reti in nazionale ― Israele under 21 | Cronologia completa delle presenze e delle reti in nazionale ― Israele under 21 | Cronologia completa delle presenze e delle reti in nazionale ― Israele under 21 | Cronologia completa delle presenze e delle reti in nazionale ― Israele under 21 | Cronologia completa delle presenze e delle reti in nazionale ― Israele under 21 | Cronologia completa delle presenze e delle reti in nazionale ― Israele under 21 |
| Data                                                                            | Città                                                                           | In casa                                                                         | Risultato                                                                       | Ospiti                                                                          | Competizione                                                                    | Reti                                                                            | Note                                                                            |
| ------------------------------------------------------------------------------- | ------------------------------------------------------------------------------- | ------------------------------------------------------------------------------- | ------------------------------------------------------------------------------- | ------------------------------------------------------------------------------- | ------------------------------------------------------------------------------- | ------------------------------------------------------------------------------- | ------------------------------------------------------------------------------- |
| 15-10-2019                                                                      | Petah Tiqwa                                                                     | Israele under 21                                                                | 3 – 1                                                                           | Fær Øer under 21                                                                | Qual. Europeo Under-21 2021                                                     | -                                                                               | 87’                                                                             |
| 14-11-2019                                                                      | Haifa                                                                           | Israele under 21                                                                | 0 – 0                                                                           | Montenegro under 21                                                             | Qual. Europeo Under-21 2021                                                     | -                                                                               | 88’                                                                             |
| 13-10-2020                                                                      | Skopje                                                                          | Macedonia del Nord under 21                                                     | 1 – 1                                                                           | Israele under 21                                                                | Qual. Europeo Under-21 2021                                                     | -                                                                               | 65’                                                                             |
| 12-11-2020                                                                      | Netanya                                                                         | Israele under 21                                                                | 1 – 1                                                                           | Macedonia del Nord under 21                                                     | Qual. Europeo Under-21 2021                                                     | -                                                                               | 78’                                                                             |
| 8-10-2020                                                                       | Podgorica                                                                       | Montenegro under 21                                                             | 1 – 2                                                                           | Israele under 21                                                                | Qual. Europeo Under-21 2021                                                     | -                                                                               |                                                                                 |
| 17-11-2020                                                                      | Marbella                                                                        | Spagna under 21                                                                 | 3 – 0                                                                           | Israele under 21                                                                | Qual. Europeo Under-21 2021                                                     | -                                                                               |                                                                                 |
| Totale                                                                          |                                                                                 | Presenze                                                                        | 6                                                                               |                                                                                 | Reti                                                                            | 0                                                                               |                                                                                 |

## Palmarès

### Club

#### Competizioni nazionali
- Campionato bulgaro: 4

Ludogorec: 2021-2022, 2022-2023, 2023-2024, 2024-2025
- Supercoppa di Bulgaria: 3

Ludogorec: 2022, 2023, 2024
- Coppa di Bulgaria: 2

Ludogorec: 2022-2023, 2024-2025